# Птероцелтис
Птероцелтис Татаринова (лат. Pteroceltis tatarinowii) — единственный представитель монотипного рода Птероцелтис (Pteroceltis) семейства Коноплёвые (Cannabaceae).

## Распространение и экология
В природе ареал вида охватывает северные и центральные районы Китая.
Произрастает по склонам и в долинах.

## Ботаническое описание
Дерево высотой до 16 м, со стволом диаметром до 1 м и шарообразной кроной. Кора светло-серая, продольно отслаивающаяся; побеги каштаново-бурые.
Листья яйцевидные или продолговато-яйцевидные, длиной 3.5—8 см, остроконечные, с ширококлиновидным основанием, неравно-великозубчатые, с обеих сторон голые.
Цветки однополые и двуполые; тычиночные в серёжках в нижней части ветвей; пестичные — одиночные, в пазухах верхних листьев. Околоцветник четырёх—пятилопастной; тычинки в числе четырёх—пяти, с волосистыми на концах пыльниками.
Плод — крылатый орешек, диаметром 1,5—2 см.
Цветение в марте — апреле, одновременно с распусканием листьев.

## Таксономия
Вид Птероцелтис Татаринова входит в монотипный род Птероцелтис (Pteroceltis) семейства Коноплёвые (Cannabaceae) порядка Розоцветные (Proteales).
|  |                                      |  |                                                             |                                                             |                      |  | ещё 8 семейств (согласно Системе APG II) |             |                            |                            |
|  |                                      |  |                                                             |                                                             |                      |  |                                          |             |                            | вид Птероцелтис Татаринова |
|  |                                      |  |                                                             | порядок Розоцветные                                         |                      |  |                                          |             | монотипный род Птероцелтис |                            |
|  |                                      |  |                                                             | порядок Розоцветные                                         |                      |  |                                          |             | монотипный род Птероцелтис |                            |
|  | отдел Цветковые, или Покрытосеменные |  |                                                             |                                                             | семейство Коноплёвые |  |                                          |             |                            |                            |
|  | отдел Цветковые, или Покрытосеменные |  |                                                             |                                                             |                      |  |                                          |             |                            |                            |
|  |                                      |  | ещё 44 порядка цветковых растений (согласно Системе APG II) | ещё 44 порядка цветковых растений (согласно Системе APG II) |                      |  |                                          | ещё 9 родов | ещё 9 родов                |                            |
|  |                                      |  |                                                             | ещё 44 порядка цветковых растений (согласно Системе APG II) |                      |  |                                          |             | ещё 9 родов                |                            |